# 旗護山トンネル

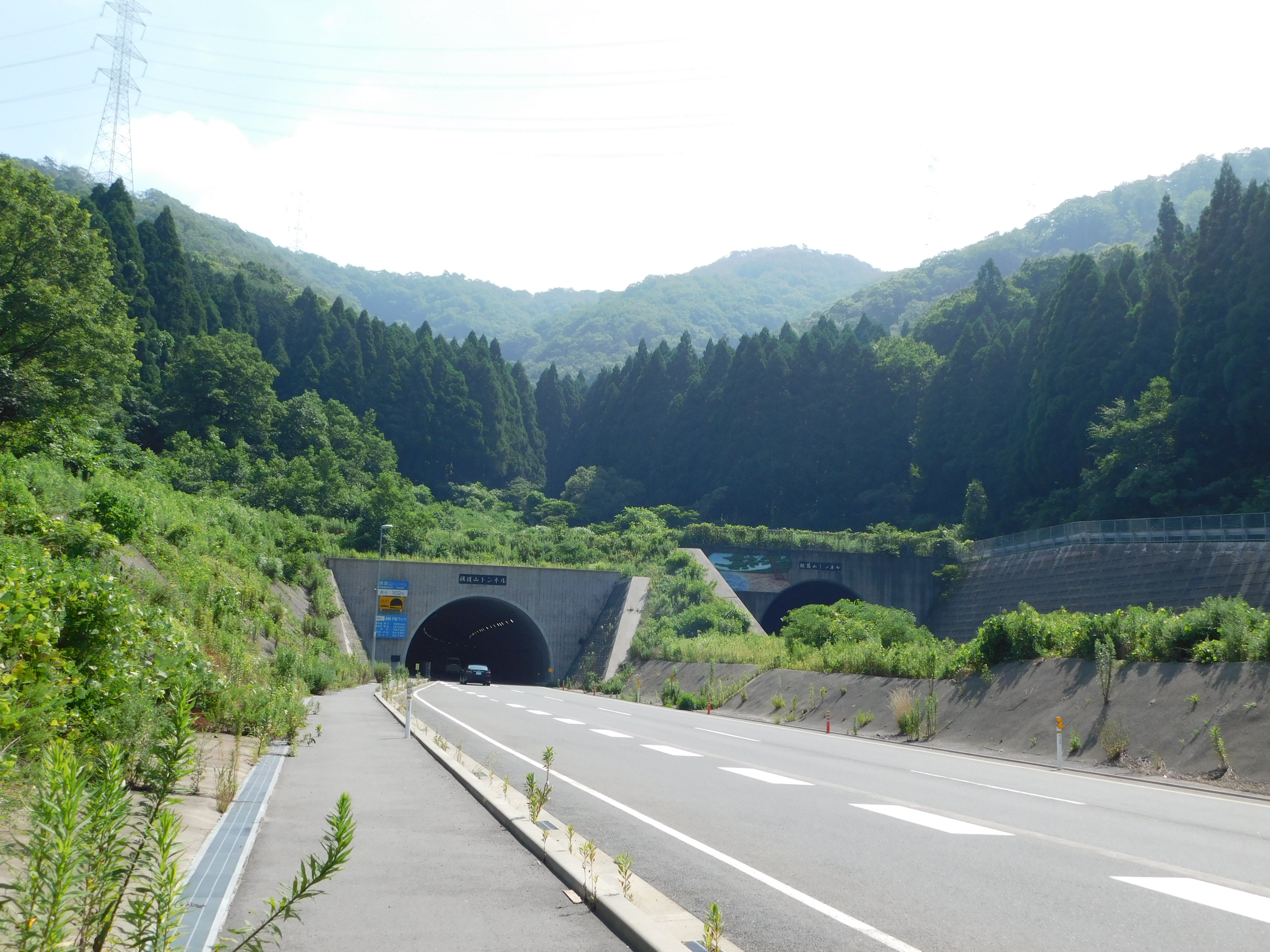
美浜町側

旗護山トンネル（はたごやまトンネル／Hatagoyama Tunnel）は、福井県敦賀市金山と三方郡美浜町佐田を結ぶ国道27号金山バイパスのトンネルである。

## 概要
1993年4月に現在の下り線トンネルを利用した片側1車線で供用開始。延長1,790m（下り 舞鶴・小浜方面）、1,832m（上り 福井・敦賀方面）（いずれもトンネル入口の標識による）であり、開通より長らく福井県内の一般道路では最長のトンネルであったが、以後順に国道305号のホノケ山トンネル（2013年11月4日、2,709m）、福井県道141号竹波立石縄間線の敦賀半島トンネル（3,863m）がそれぞれ開通し、現時点では第3位。旗護山トンネルの開通によって、美浜町から敦賀市へのアクセスが飛躍的に向上した。
トンネルの両側には通路が設けられているが、上り線トンネルの北側の歩道以外は監査歩廊で、本線は自転車・歩行者は通行禁止であり、歩道と上り本線の間には柵が設けられている。下り線トンネル北側の通路の下には情報BOX（参考(北陸地方建設局)）が埋設されている。
下り線トンネルの敦賀側坑口には美浜町（若狭町）の名所である三方五湖、美浜側坑口には敦賀市の名所である気比の松原が描かれている。
ラジオの再送信は、FMがNHK-FM福井（84.9MHz）とFM福井（86.4MHz）の2局、AMがNHKラジオ第1福井（1026kHz）、NHKラジオ第2福井（1512kHz）、FBCラジオ（1557kHz）の3局である。
2014年6月27日に、上り線用の新トンネル（延長1,832m）が開通し、4車線化した。これに伴い、金山バイパスと美浜東バイパスは全線完成となった。